# 久積絵夢
久積 絵夢（ひさづみ えむ、1980年7月20日 - ）は日本の女優。南青山少女歌劇団第2期生。

## 出演作品

### 映画
- がんばっていきまっしょい（1998年）中浦真由美 役※1998年度第8回日本映画批評家大賞・新人賞受賞[1]
- ひめゆりの塔（1995年）比嘉昭代 役[1]
- ゲンセンカン主人（1993年）キクチサヨコ 役[1]

### 舞台
- 「クリスマス ジュリエット」（1999年）[2]
- 「Fjnk-a-Step(ファンカステップ)Ⅱ」（1999年）[2]
- 「S.C.NANSHO LIVE」（1999年）[2]
- 「Fine～明日への輝き～」（1998年）[2]
- 「サクラ大戦～花咲く乙女～」（1998年）[2]
- 「ハイスクールRevolution～愛と勇気の旅立ち～」（1997年）[2]
- 「Sing for You,Sing for Me.」（1995年）[2]

### テレビドラマ
- おかみ三代女の戦い（1995年）今井京子の娘 役
- 映画みたいな恋したい 刑事ジョン・ブック 目撃者（1993年）
- 温泉へ行こう3 鈴木舞子役(2002年)